# 蔣中正之死

1975年4月5日午夜23時50分，時任中華民國總統兼中國國民黨總裁蔣中正在臺灣臺北市士林區士林官邸「因心脏病突發、急救無效」而病逝，享壽88歲（87週歲）。

## 背景
1969年9月16日，一名中華民國陸軍軍官開會後下陽明山急馳，蔣車隊緊急剎車，導致蔣伉儷遭遇車禍均受傷；隔月健檢時發現蔣胸腔遭撞擊致心臟瓣膜受傷，健康狀況從此欠佳。
1972年3月，蔣因前列腺肥大做手術:465。據報章刊載：宋美齡曾提出要蔣到美國做手術，宋認為美國醫生醫術高明:465。蔣也認為美國醫生醫術比臺灣醫生高明，但認為美國有人要把他趕下臺、必要時可能暗殺他，因此不願去美國求醫:465。蔣經國從來服從蔣，也不同意宋之建議，認為寧可延聘美國名醫，也不能前往美國:465-466。最後，蔣在臺北榮民總醫院做手術，後轉為前列腺宿疾:466。從此，蔣健康一蹶不振:466。
1972年7月，蔣感染感冒:466。7月22日午後，引發肺炎，嗣經診治，「日就痊可」:128。8月6日，蔣移入榮民總醫院療養:131。9月15日，午間又告感不適，嗣經診治，「即迅速恢復正常」:128。
在宋美齡堅持下，蔣身體日適，1973年12月22日，自臺北榮民總醫院返士林官邸休養:130。此後，蔣宣佈避不見客，實際是退休:466。儘管蔣仍是總統，但工作基本由嚴家淦與蔣經國處理:466。遇到重大問題，嚴家淦與蔣經國總是至蔣病榻前請示、彙報:466。
蔣病入膏肓，聲音越來越弱:467。1974年8月，政府宣稱：因蔣健康狀況不佳，減少政治活動:467。10月31日蔣壽辰時，政府製作“蔣總統萬歲”徽章供民眾佩戴:467。12月1日，蔣流行性感冒致肺炎復發；12月27日晨，慢性攝護腺炎又發，同時發生膀胱內出血，身體體力已益感不支:774。因蔣長期服用抗生素以致細菌抗藥性增加，治療頗費周章:467。
1975年1月初，蔣病情仍無好轉，高燒不退:467。蔣經國每天至少3次前往探病，蔣抓住蔣經國手良久，語言甚低:467。蔣經國見蔣病狀無起色，深感不安，夜不能眠:467。1月9日，蔣肺部炎症終無法根治，致時有輕度之寒熱徵狀:775。夜間，蔣睡眠中缺氧，經急救轉安。肺炎復發，經加診治，原已有進展:145。蔣於病中手書「以國家興亡為己任，置個人死生於度外」。
1975年3月26日晚，蔣病情惡化，經3個多小時急救才見好轉:467。蔣醒來後，令蔣經國召五院院長來士林官邸聽蔣口授遺囑:467。蔣授完遺囑後，病情忽好忽壞:467。

## 逝世

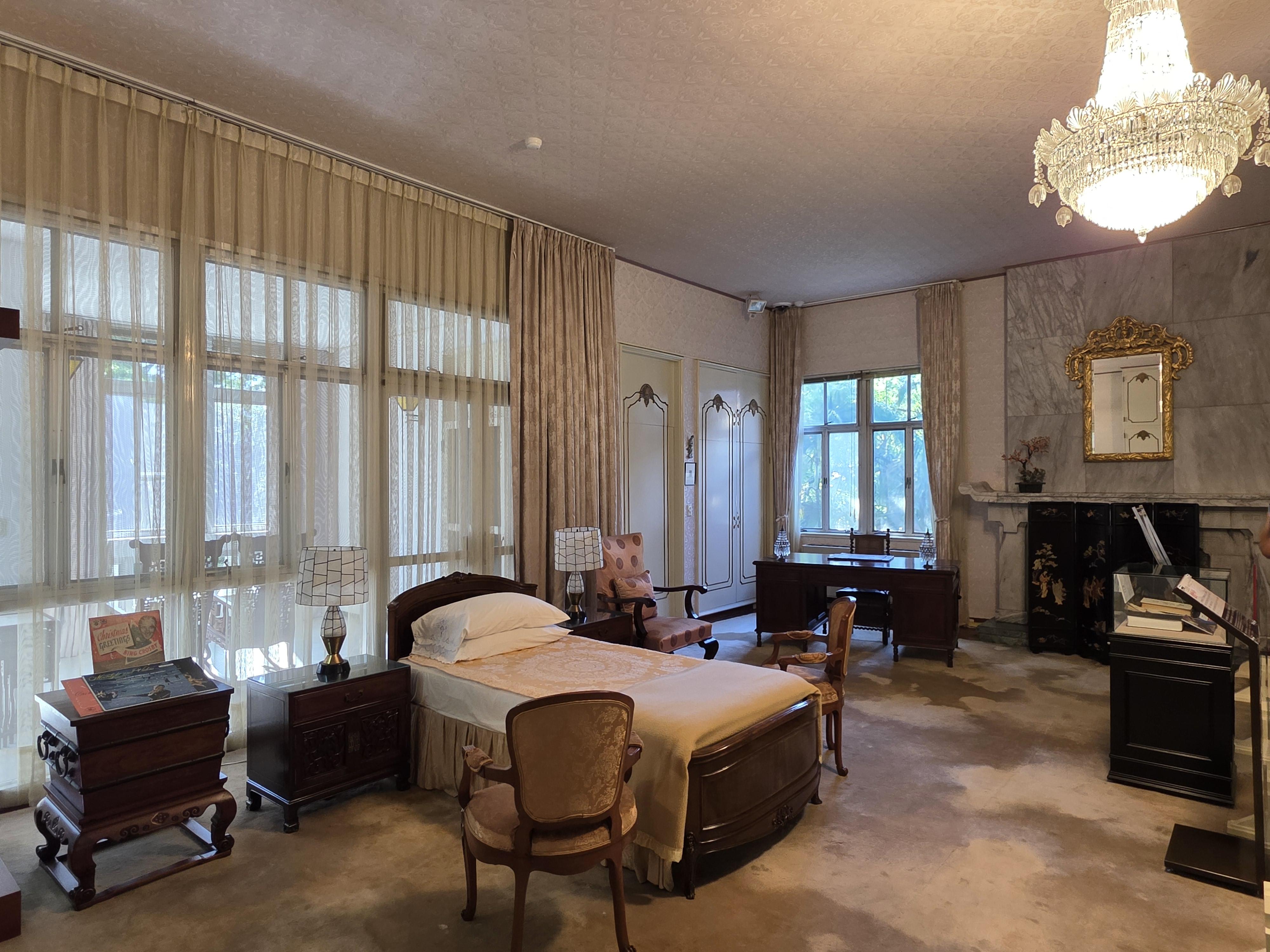
士林官邸總統起居室為蔣中正晚年臥房，是1975年4月5日蔣逝世的地點。

1975年4月5日清明節，清晨蔣經國往臥室請安，蔣已起坐:144。於午後感腹部不適，情緒極度不安，小便量減少:755。晚上8時原已就寢，不意忽發生突發性心臟病，雖經急救，終於回天乏術，於晚上11時50分與世長辭:144。最後不幸在台北市市郊士林官邸逝世，享壽88歲:772。宋美齡及蔣經國和蔣孝武、蔣孝勇等家屬隨侍在側:773。當晚，蔣經國同宋美齡商量治喪事宜。醫生急救無效後，發表公告：「總統  蔣公春間肺炎復發，經加診治，原已有進展，於今日上下午尚一再垂詢蔣院長今日工作情形，不幸於今日下午十時二十分發生突發性心臟病，經急救至午夜十一時五十分無效，遂告崩殂。醫師王師揆、熊丸、陳耀翰。」:145
蔣經國當晚日記載：“憶晨父親請安之時，父親已起身坐於輪椅。見兒至，父親面帶笑容，兒心甚安。因兒已久未見父親笑容矣。父親並問及清明節以及張伯苓先生百歲壽誕之事。當兒辭退時，父囑曰：‘你應好好多休息。’兒聆此言心中忽然有說不出的感觸。誰知這就是對兒之最後叮嚀。余竟日有不安之感，傍晚再探父病情形，似無變化，惟覺得煩躁。6時許，稍事休息。8時半三探父病，時已開始惡化，在睡眠中心跳微弱，開始停止呼吸，經數小時之急救無甚效果。”
4月6日2時30分，移靈石牌榮民總醫院，並設靈堂:145。

## 消息發布
行政院新聞局發布新聞公報後，中廣隨即恢復播音於凌晨3時播出新聞快報率先報導蔣中正逝世。三家無線電視台部分，華視於早上6時晨間新聞中，由主播欒錦華率先報導相關訊息，中午開播的台視及中視則是在午間新聞頭條報導。

## 追思
1975年4月6日上午7時，中國國民黨召開臨時中央常務委員會議，研商國是及籌組治喪事宜，會議之初，全體起立為蔣默哀三分鐘，聽取中國國民黨副秘書長秦孝儀報告蔣逝世經過、中國國民黨秘書長張寶樹宣讀遺囑:145-146。蔣經國以從政黨員身分向中常會提出辭呈：「經國不孝，侍奉無狀，遂致  總裁心疾猝發，遽爾崩殂，五內摧裂，已不復能治理政事，伏懇中央委員會矜念此孤臣孽子之微衷，准予解除行政院院長一切職務，是所至禱。」:146經臨時常會討論一致決議後，蔣經國發表談話：「經國請辭行政院院長職務，頃經中央常務委員會責以『效死勿去』之義，敢不銜哀受命，墨絰從事，期勿負於全黨同志與全國軍民之督望。」:146-147上午11時，副總統嚴家淦依法繼任總統，在總統府宣誓就職，並發佈命令：「國家不幸，故總統  蔣公憂勤遽逝，全國哀傷，舉世震悼。茲特派倪文亞、田炯錦、楊亮功、余俊賢、張群、何應欽、陳立夫、王雲五、于斌、徐慶鐘、鄭彥棻、黃少谷、谷正綱、薛岳、張寶樹、陳啟天、孫亞夫、林金生、沈昌煥、高魁元、賴名湯等大員敬謹治喪，此令」:147-148。
旋又發佈（六四）臺統（一）義字第一四九八號令〈誌哀辦法〉，規定：
一、全國軍、公、教人員應綴配喪章一個月。
二、全國各部隊、機關、學校、軍艦及駐外使館等應自即日起下半旗誌哀三十日。
三、各要塞、部隊及軍艦均應自升旗時起至降旗時止，每隔半小時鸣放禮炮。
四、全國各娛樂場所應停止娛樂一個月:148。
4月6日起，報紙自動停止套紅及彩印一個月；廣播電視取消一切娛樂節目；各電視台並改以黑白播出哀樂、新聞及蔣行誼影集:149。而教唱蔣公紀念歌也成為全民運動:261。4月7日上午11時30分，蔣經國侍宋美齡往榮民總醫院瞻仰蔣遺容，宋美齡率家人行禮拜奠時，闔家痛哭失聲，侍衛人員亦淚如雨下:150。4月8日上午，蔣經國到靈堂跪哭哀思。蔣孝章自美國返台灣奔喪，與蔣經國抱頭痛哭:3。
宋美齡給蔣中正先生的花圈寫著：“介兄夫君千古 妻 美齡敬輓”。為了表示對丈夫的尊敬之意（避稱名諱，而呼其字）。反過來說孫中山（Sun Yat-sen）和蔣中正（Chiang Kai-shek）的英文稱呼，都是翻譯其字號而非其名。原因也很簡單，當初國民黨文宣部為了表示對革命領袖的尊敬，所以是避稱名諱而呼其字。74嵗的前東北軍司令張學良也拖著年邁身軀，到擺放蔣中正遺體的水晶棺前道別，並送了一副16字輓聯：「關懷之殷。情同骨肉；政見之爭，宛若仇讎」。

## 移靈
1975年4月9日，蔣經國親自為其父穿衣服，按照鄉例，給其父穿上七條褲子、七件內衣:481，並著長袍馬褂、佩勳章:3。11時，全家大小跪祭，於政府治喪大員公祭後，即移靈至國父紀念館，路經天母、士林、圓山、中山北路、仁愛路，沿途民眾排列百萬人，處處路祭，人人哀號，哭泣跪拜:3。中午安置遺槨於國父紀念館大會堂:3。靈車於下午1時10分護送至國父紀念館，蔣生前之侍從人員恭舁靈柩進入靈堂；宋美齡、蔣經國、蔣緯國、蔣家親屬、嚴家淦暨中央大員恭護靈柩至靈堂，約10萬民眾集於紀念館四週:26。靈堂四週並竪88根白色臘爉，靈堂中央供奉蔣巨幅遺像與遺囑；靈襯奉安靈堂後，隨即啟蓋，蔣經國扶侍宋美齡登上禮台行三鞠躬禮，隨後嚴家淦率領全體官員致祭，並依序瞻仰遺容:29。
當天儀式全程依序由中視（台北榮民總醫院啟程）、 華視（往國父紀念館沿途）、 台視（國父紀念館安靈禮）直播。

## 瞻仰遺容
4月10日上午7時起，民眾開始進入紀念館瞻仰遺容，第一天即有28萬人之眾:4。全國同胞及海外回國僑胞每日至靈前致敬者數十萬人:134。國父紀念館蔣靈堂於4月10日上午7時至4月14日午夜11時50分止，供民眾前往瞻仰遺容，據統計在此期間前往瞻仰之中外人士，多達250萬人；治喪委員會原定瞻仰時間為每日上午7時起至下午9時止，由於瞻仰人群越來越多，次日改為上午6時起至晚上12時止，4月12日起復改為24小時，每天排隊進入靈堂之行列長達數公里，蔣經國暨家屬晨昏前往靈堂致哀:31。

## 奉厝慈湖
蔣奉厝大典於4月16日舉行，中外人士2,800餘人參加，上午8時正，宋美齡由蔣經國和蔣緯國扶侍，自靈堂東側步上禮台，蔣大殮奉厝大典即隆重開始；由嚴家淦主祭，全體治喪委員陪祭、于獻花、行禮後，由家屬于痛哭中將棺蓋妥，蓋棺後，中華民國國旗和中國國民黨黨旗莊嚴覆於靈柩上:75。4月16日上午，蔣經國陪侍宋美齡至國父紀念館，8時5分，蔣遺體舉行大殮，蔣家人環侍而哭，由蔣經國蓋棺:8。蔣大殮時，佩掛采玉大勳章、青天白日勳章及國光勳章:4。8時30分開始追思禮拜，周聯華牧師以「另一位見證人」為題證道，稱頌蔣是位信心的英雄，也是位見證人；因有堅強的信心，轉移了歷史，創造了時代:75。舉行追思禮拜，各國弔唁特使均參加:8，紛紛派代表團前來致祭:134。9時30分，在二十一響喪砲聲中啟靈，中央大員及外國特使團團員等2,000餘人執紼終點，宋美齡率家屬答謝；文武官員分別登車護送靈車，至慈湖行館安厝，沿途恭行路祭之民眾密密延綿:75。中午12時50分，蔣靈櫬暫厝桃園縣大溪慈湖賓館正廳，俟大陸光復後再行奉安:134。
其子蔣經國靈櫬暫厝桃園縣大溪頭寮賓館，“以待來日光復大陸，再奉安於南京紫金山”:62。
當日儀式全程依序由台視（國父紀念館大殮及追思禮拜、啟程）、中視（往慈湖沿途）、華視（慈湖奉安）直播。:280

## 身後
1976年，國府除了保持蔣出生日10月31日為「蔣公誕辰紀念日」外，另立4月5日為「蔣公逝世紀念日」，亦放假一日。1990年代末，台灣實施週休二日後，蔣公誕辰紀念日改為「只紀念不放假」的法定節日。2007年8月，當時執政之陳水扁政府以「去威權」為由正式廢除該等紀念日。2005年，國防部規劃將蔣家父子遺體一同遷葬至國軍示範公墓特勳區，但顧慮各界意見而尚未執行。

## 各方反應

#### 美国

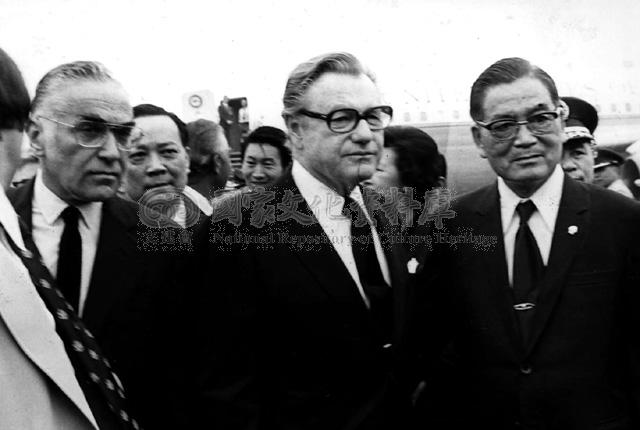
1975年4月15日，美國副總統洛克斐勒，以特使身份，率特使團一行廿餘人，搭機抵達台北，參加蒋中正喪禮

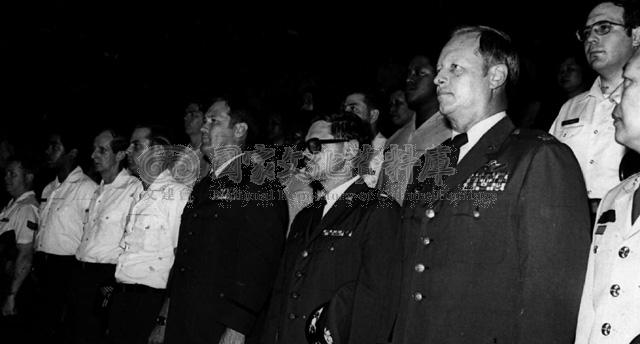
1975年4月11日，駐台美軍第327航空師官兵及職員在蔣中正靈前行禮致哀

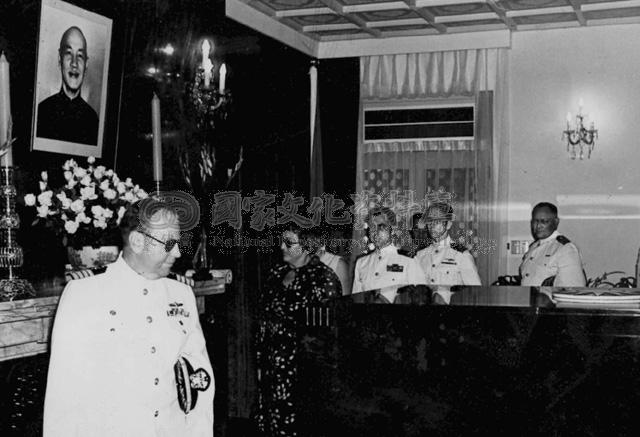
1975年4月16日，美軍協防台灣司令部官兵代表及家屬八十多人，前往慈湖瞻謁致敬

1975年4月12日，美國白宮發表參加蔣喪禮代表團聲明：「福特總統今天指派副總統洛克斐勒率領九人美國代表團……預定4月13日出發，喪禮是1975年4月16日。」:10第37任美國總統理查·尼克森於1975年4月6日發表聲明稱：「蔣總統為美國戰時一位偉大的盟友及一位英勇的領袖。我們於一九五三年初次會晤之後，這些年來，我即認識並敬仰蔣總統為一位政治家及友人。我發現他是一位睿智、有大勇的人，他堅定的獻身於他所堅信的原則。……」:10前盟軍中國戰區參謀長魏德邁談話於1975年4月6日稱：「蔣總統的去世，使我們在自由世界的人，失去了一位具有超然勇氣的領袖。他是一位始終忠於朋友和原則的偉人。……」:11他於同年4月16日在美國華盛頓國家大教堂蔣追思禮拜中悼辭〈蔣總統——自由的衛士〉稱：「……蔣總統八歲喪父，由他母親獨負教養之責。他常常回憶慈母的訓誡：『我所為你祈禱的，祇要你能忠愛國家，並保存祖先的好名譽。』他養成一種牢不可破的道德觀念，責任感和以堅忍精神應付艱難的能力，應該歸功於他的母親。……在開羅會議完畢後，我聽到羅斯福總統頌揚蔣委員長是一位大勇和具有遠見的人，而對現在與未來的種種問題，了解非常深刻。……蔣總統了解，人類的自由乃是建立現代國家的基石，正如他了解在較大的國際關係領域中，有了自由就無戰爭的危險，而且有更大的和平可能。他曾寫道：『如果在我死的時候我仍然是一位獨裁者，我當然會與所有的獨裁者一樣，被人們所遺忘。在另一方面，如果我能為一個民主政府奠定真正的穩定基礎，我將永遠活在每一個中國人的心中。』……誰能不相信他已在臺灣奠定了為後世子孫所憑藉的自由基石？」:33-37第38任美國總統傑拉爾德·福特發表聲明稱：「……蔣總統是一位堅決正直、大勇、和深具政治信念的人。他是第二次世界大戰主要盟國領袖的辭世最遲者，各種職業與世界各地的人們，會記得他的崇高和對他信仰的主義之獻身。……」:14月15日，美國副總統洛克斐勒率團抵台時發表書面聲明：「……美國人民將長遠銘記蔣總統的果斷、大勇和愛國情操，以及他在二次大戰期間，身為同盟戰友對盟國目標的貢獻。」:2-3

#### 日本
由於當時中華民國和日本已斷交，因此1975年4月6日日本前首相岸信介表示：「我們失去了一位偉人……想到第二次世界大戰後我們所受到的待遇，我們不可能忘記蔣先生為日本所出的力。雖然日本軍方在中國造成了一場風暴，但是他把日本人遣送回國，不把任何人當作戰犯。他反對蘇俄分裂日本，並運用他的力量，保存了我們的天皇制度。他協助日本戰後的混亂，並協助日本奠下復興的基礎。」:7內閣官房長官井出一太郎代表日本政府發表一個「非官方」談話稱讚蔣:487：「在激動歷史的轉變中的日本國民之間所熟知而且親密的人士，他是現代中國歷史上的人物……確信必將留住人們的記憶裏……蔣總統是再造日本的大恩人，蔣介石以德報怨的對日政策，加速了日本戰後重建與復興。蔣總統的逝世對日本國民有如晴天霹靂，有良知的日本國民莫不悲痛萬分」:487。同日，前首相佐藤榮作談話稱：「日本將永遠難忘蔣總統於第二次世界大戰後給予日本的大恩大德。最令日本人難忘的一件事就是，蔣總統於第二次世界大戰後對日本以德報怨的恩惠。」:7接著，日本首相三木武夫也以自由民主黨總裁名義發唁電給蔣經國。4月7日，自民黨幹事會決定派遣前日本首相佐藤榮作為“自民黨總裁代理”名義前往台灣弔喪。消息發表後，立刻引起中國大陸方面強烈譴責。中國大陸對日本政府兩面討好作風反應極大，認為“在此中日和平友好條約正在交涉締約的階段，日本政府此舉，實是給日後的中日友好關係予以惡劣的影響”。三木聽到中華人民共和國聲明後，“為了不加深對中國方面的刺激”，改變主張，認為最好以私人名義前往弔唁。結果，在自民黨會議上，佐藤榮作以自民黨「友人代表」出席蔣喪禮。其餘出席者尚有其兄岸信介、眾議員石原慎太郎等人。日本全國各報都以第一版頭條新聞刊登蔣去世消息及其遺像。《朝日新聞》社論說：「蔣介石氏是近代中國所產生的英雄，蔣氏的光榮在領導對日抗戰勝利時達到了頂峰，並且由於蔣氏的以德報怨的佈告，使得日本的二百萬軍隊能夠生還故國，是日本國民所無法忘懷的事……」，蔣經國上台以後將可能是一種“現實、合理路線性濃厚的融和政策”。《產經新聞》說在“蔣經國時代”來了以後，台灣和日本的關係不可能有所變化。《產經新聞》和《讀賣新聞》也都強調蔣的「以德報怨」和「革命的精神」。《日本經濟新聞》說：「蔣氏之死是反攻象徵的消失和國共對立抗爭解決的好機會」。

#### 大韓民國
4月6日，大韓民國總統朴正熙發表特別聲明：「蔣總統不但對導致二次大戰盟國勝利有偉大的貢獻，而且對韓國的獨立運動，也曾予積極的支持。蔣總統對二次大戰後為奠定世界和平和秩序的基礎，貢獻尤多。他的這些無法數計勳業，將永為韓國人民所難忘……」:1並發表悼辭稱：「……本人和韓國同胞暨全世界所有崇仰其勳業的人們，敬向蔣總統歷盡艱困，而仍固守信仰，堅毅不拔的精神致最崇高的敬禮。……」:29，並派出總理金鍾泌來台弔唁。韓國媒體亦大篇幅報導。4月8日，英文《韓國時報》社論稱：「……這位已故中國政治家，在我國悲劇殖民時代中對我們愛國志士不斷予以援助，結果在第二次世界大戰後，促使韓國人民恢復國家的獨立。……自從中華民國政府遷臺後，蔣總統創造新的社會風氣。因此，目前自由中國人民享受繁榮的經濟，其經濟體系比遷臺時擴大為十倍，國民所得在七百美元以上……自由中國人民預期在今後五年內，將使他們的國家在經濟上趨於先進國家之林。蔣總統在韓國歷史黑暗期間，援助韓國獨立鬥士，並予以庇護，此一歷史事實，韓國全體人民將沒齒難忘。我們愛國志士在蔣公鼓勵和保護下，能在國外對國內的殖民統治者鬥爭。由於一九四三年開羅宣言的明白規定，蔣委員長促使世界各國承認獨立韓國的歷史正當主張。在他領導之下，中華民國與新建立的大韓民國維持友好關係，尤其在國際政治方面更如此。……」:125同日，韓國英文《前鋒報》社論稱：「……由於蔣總統的革命背景和歷史遠見，對過去殖民的韓國表示特別同情，並對韓國人民為國家獨立奮鬥予以友愛的協助。蔣公逝世，我們感到更為悲痛，因為他和中國在遭逢災難的時期，尤對流亡的韓國臨時政府如此關切。蔣公要在開羅宣言中規定韓國獲得解放成為獨立國家，因此該宣言允許韓國在『適當時機』內予以獨立。」:1264月11日，韓國總理金鐘泌談話稱：「蔣總統對韓國獨立建國的支持與貢獻，載于韓國史冊，韓國國民將永誌不忘他的恩德。……」:4

#### 中国大陆
中华人民共和国新华社以“蒋介石死了”为题报道蒋中正去世，以极小的篇幅刊登在《人民日报》4月7日第四版下角：

一九七五年四月六日讯　台北消息：国民党反动派的头子、中国人民的公敌蒋介石，四月五日在台北病死。
据国民党中央通讯社四月六日报道，蒋介石死后，蒋帮由伪「副总统」严家淦接任伪「总统」，以继续维持其对台湾人民的反动统治。
蒋介石自从一九二七年背叛孙中山先生领导的民主革命以来，一直作为帝国主义、封建主义和官僚资本主义在中国的代表，坚持反共反人民，独裁卖国。他双手沾满了中国革命人民的鲜血。但是他的血腥统治始终未能阻挡历史车轮的前进。在伟大领袖毛主席和中国共产党的领导下，中国人民经过长期革命武装斗争，终于推翻了蒋介石集团的反动统治，建立了人民的新中国，开创了中国历史的新纪元。
蒋介石逃到台湾后，在美帝国主义的庇护下苟延残喘，继续坚持与人民为敌。蒋介石集团的反动统治遭到台湾人民的强烈反对，内部矛盾重重。蒋介石死后，有着爱国光荣传统的台湾省人民，必将进一步为解放台湾、实现祖国统一而展开斗争。怀有爱国心的蒋帮军政人员也将更加认清形势，积极为实现解放台湾、统一祖国作出贡献。中国人民一定要解放台湾！

1975年4月5日蔣逝世，中共中央主席毛澤東只是平靜地表示知道了，以後幾個月裡，他同到華之外國客人談話時，幾乎每次都要提到「蔣委員長」，並表示對最終解決台灣問題之關心:412。

## 遺囑
蔣在1975年3月29日透過秦孝儀紀錄留下遺囑。去世時由妻子宋美齡及五院院長簽字見證。

## 軼事
現存於網路上、由行政院新聞局所製作的紀錄片「蔣公國喪實錄」，一開始片段中由華視新聞記者欒錦華播報的新聞片段為彩色，正因為作出電視台以黑白播放的決定，是在4月6日上午七時中國國民黨臨時中央常務會議所作出，而該節新聞正是4月6日上午六時、即作出決議前已經播放，故此並非黑白片段，而播報的欒錦華有肩纏黑紗以作哀悼。
4月15日下午，時任華視新聞部採訪組組長兼主播梁興國與製作人林麗玲前往慈湖場勘，為隔天奉厝大典直播做準備（華視負責慈湖奉安儀式直播，梁興國擔任主播）；過程中，梁興國一時興起跳入慈湖水中游泳，半小時後被憲兵發現喝令上岸，華視高層得知後隨撤其採訪組組長及主播職。剛由台視新聞被高薪挖角到華視的梁興國，因此不得不退出主播台。